# 249-я стрелковая дивизия (2-го формирования)
249-я Эстонская стрелковая дивизия (2-го формирования) — пехотное соединение в составе Вооружённых сил СССР во время Великой Отечественной войны.

## Описание
Начала формирование с 10 февраля по 13 сентября 1941 года в Челябинской области, Чебаркуль, как 423-я стрелковая дивизия, в марте 1942 года переименована в 249-ю стрелковую дивизию.
Сформирована как национальное формирование, её костяк составили бывшие офицеры эстонской армии, служащие истребительных батальонов, укомплектованных добровольцами из числа жителей Эстонии, мобилизованные в Красную Армию жители Эстонской ССР, эстонцы, проживавшие в СССР до 1940 года, и советские партийные работники, эвакуировавшиеся в начале войны вглубь Советского Союза. В составе дивизии около 80 % составляли этнические эстонцы, 20 % — русские, украинцы, белорусы, евреи и др. До декабря 1942 года находилась в резерве.
13 октября 1942 года начала переброску в действующую армию в район Андреаполя.
Затем вела боевые действия в составе 8-го Эстонского стрелкового корпуса вместе с 7-й Эстонской стрелковой дивизией.
Участвовала в боевых действиях в составе 42-й и 1-й ударных армий. С 13 декабря 1942 года в составе 8-го Эстонского стрелкового корпуса 3-й Ударной армии участвовала в штурме города и крепости Великие Луки. К началу боев, 12-го декабря в ней 10482 человека, то есть укомплектована. 25-го декабря в дивизии осталось 8866 человек, к 10-му января — 4459 человек.
Указом Президиума Верховного Совета СССР за прорыв обороны немцев в районе Тарту 249-й дивизия в октябре 1944 года была награждена орденом Красного Знамени. Позднее стали орденоносными и некоторые её подразделения: орденом Красного Знамени был награждён 921-й стрелковый полк, орденом Кутузова 3-й степени — 779-й артполк, орденом Александра Невского — 307-й отдельный противотанковый дивизион, орденом Красной Звезды — 917-й и 925-й стрелковые полки.
Закончила войну на островах в Эстонии.
Участвовала в освобождении Великих Лук, Невеля, Нарвы, Тарту, принимала участие в Таллинской наступательной операции, ликвидации Курляндской группировки врага.
28 июня 1945 года дивизия преобразована в 122-ю гвардейскую Эстонскую Краснознамённую стрелковую дивизию. В дальнейшем в боях участия не принимала. 12 мая 1946 года расформирована.

## Полное название
249-я стрелковая Эстонская ордена Ленина Краснознамённая дивизия.

## Подчинение
- Калининский фронт, 3-я ударная армия, 8-й стрелковый корпус — с декабря 1942 года.
- Калининский фронт, 8-й стрелковый корпус (фронтовое подчинение) — на 1 апреля 1943 года.
- 2-й Прибалтийский фронт, 8-й стрелковый корпус (фронтовое подчинение) — на 1 января 1944 года.
- Ленинградский фронт, 8-й стрелковый корпус (фронтовое подчинение) — на 1 апреля 1944 года.
- Ленинградский фронт, 8-я армия, 8-й стрелковый корпус — на 1 октября 1944 года.
- Ленинградский фронт, Курляндская группа войск, 42-я армия, 8-й стрелковый корпус — на 1 апреля 1945 года.

## Состав дивизии
- 917-й стрелковый ордена Красной Звезды полк[эст.]
- 921-й стрелковый Краснознамённый полк[эст.]
- 925-й стрелковый ордена Красной Звезды полк[эст.]
- 779-й артиллерийский полк
- 307-й отдельный истребительно-противотанковый ордена Александра Невского дивизион
- 328-я отдельная разведывательная рота;
- 417-й отдельный сапёрный батальон;
- 669-й отдельный батальон связи (197-я отдельная рота связи);
- 267-й отдельный медико-санитарный батальон;
- 243-я отдельная рота химической защиты;
- 75-я автотранспортная рота;
- 312-я полевая хлебопекарня;
- 288-й (939-й) дивизионный ветеринарный лазарет;
- 1883-я полевая почтовая станция
- 1194-я полевая касса Государственного банка

## Командный и личный состав дивизии

### Командиры дивизии
- Пэрн, Лембит Абрамович (6 мая — 23 июня 1942), генерал-майор
- Кангер, Карл Карлович (24 июня — 28 сентября 1942), подполковник
- Сауэсельг, Артур-Александр Иосипович (29 сентября — 29 декабря 1942), полковник
- Ломбак, Иоган Яковлевич (30 декабря 1942 — 3 марта 1945), полковник, с 18 мая 1943 генерал-майор (ранее командовал 917-м стрелковым полком)
- Фельдман, Аугуст Юлианович (4 марта — 9 мая 1945), полковник

### Штаб
- Артур Симсон. Начальник штаба, полковник.
- Густав Кунд. Начальник штаба, подполковник.
- Реемет, Оскар Мартович[эст.]. Заместитель начальника штаба, майор.
- Пюсс, Эдмунд Густавович[эст.]. Командир 1-го оперативного (кадрового) отдела штаба дивизии, майор.
- Киляко, Давид Янович[эст.]. Командир 1-го оперативного (кадрового) отдела штаба дивизии, майор.
- Оскар Труусе. Командир 2-го оперативного (разведывательного) отдела штаба дивизии, капитан (позже майор).

### Политруководство
- Радик, Альгус Костович[эст.][5]. Заместитель начальника политотдела.
- Пуусеп, Николай Густавович. Дивизионный комиссар, майор.

### Некоторые бойцы дивизии
- Репсон, Альберт Густавович. Командир взвода 925-го стрелкового полка, лейтенант. Герой Советского Союза. Звание присвоено 24 марта 1945 года за отвагу, проявленную в боях за остров Муху 29 сентября 1944 года.
- Матяшин, Николай Николаевич. Пулемётчик 925-го стрелкового полка, младший сержант. Герой Советского Союза. Звание присвоено 24.03.1945 года за отвагу, проявленную в боях за остров Муху 29 сентября 1944 года.
- Иоганн (Йоханнес) Юрьевич Мяэ. Начальник артиллерии, подполковник (позже полковник).
- Ару, Карл Иванович. Командир 779-го артиллерийского полка, подполковник.
- Фридрих-Альберт (Фред) Янович Ольбрей[эст.]. Командир 669-го отдельного батальона связи, майор.
- Куремаа, Рихард Карлович. Попал в плен 31 декабря 1942 во время Великолукской наступательной операции, рядовой.
- Ребанес, Август Андресович[эст.]. Командир 75-й автотранспортной роты, интендант 2 ранга.
- Освальд-Вильгельм (Олав) Юрьевич Муллас[эст.]. Командир 921-го стрелкового полка, подполковник.
- Лайдо, Аво Юханович[эст.]. Начальник штаба 779-го артиллерийского полка, капитан.
- Лооритс, Эрик Рудольфович[эст.]. Начальник штаба 779-го артиллерийского полка, капитан.
- Транкман, Николай Михайлович. Командир 307-го отдельного истребительно-противотанкового ордена Александра Невского дивизиона, капитан.
- Ууккиви, Хейнрих Юлиусович. Военнослужащий 417-го отдельного сапёрного батальона, младший лейтенант.
- В 249-й дивизии также воевали 67 эстонских шведов.[6]

## Награды
- 16 марта 1942 года —  Орден Ленина — награждена Указом Президиума Верховного Совета СССР за образцовое выполнение заданий командования на фронте борьбы с немецкими захватчиками и проявленные при этом доблесть и мужество.[7]
- 22 октября 1944 года —  Орден Красного Знамени — награждена Указом Президиума Верховного Совета СССР от 22 октября 1944 года за образцовое выполнение заданий командования в боях с немецкими захватчиками, за овладение столицей Эстонской ССР городом Таллин и проявленные при этом доблесть и мужество .[8]

Награды частей дивизии:
- 917-й Эстонский[9] стрелковый ордена Красной Звезды[10]полк
- 921-й Эстонский[9] стрелковый Краснознамённый[10] полк
- 925-й Эстонский[9]стрелковый ордена Красной Звезды[10] полк
- 779-й артиллерийский ордена Кутузова[10] полк
- 307-й отдельный истребительно-противотанковый ордена Александра Невского[10] дивизион